# Puriana mesacostalis
Puriana mesacostalis är en kräftdjursart som först beskrevs av Edwards 1944.  Puriana mesacostalis ingår i släktet Puriana och familjen Trachyleberididae. Inga underarter finns listade i Catalogue of Life.